# 朝阳门桥
39°55′23″N 116°25′42″E / 39.923009°N 116.428266°E

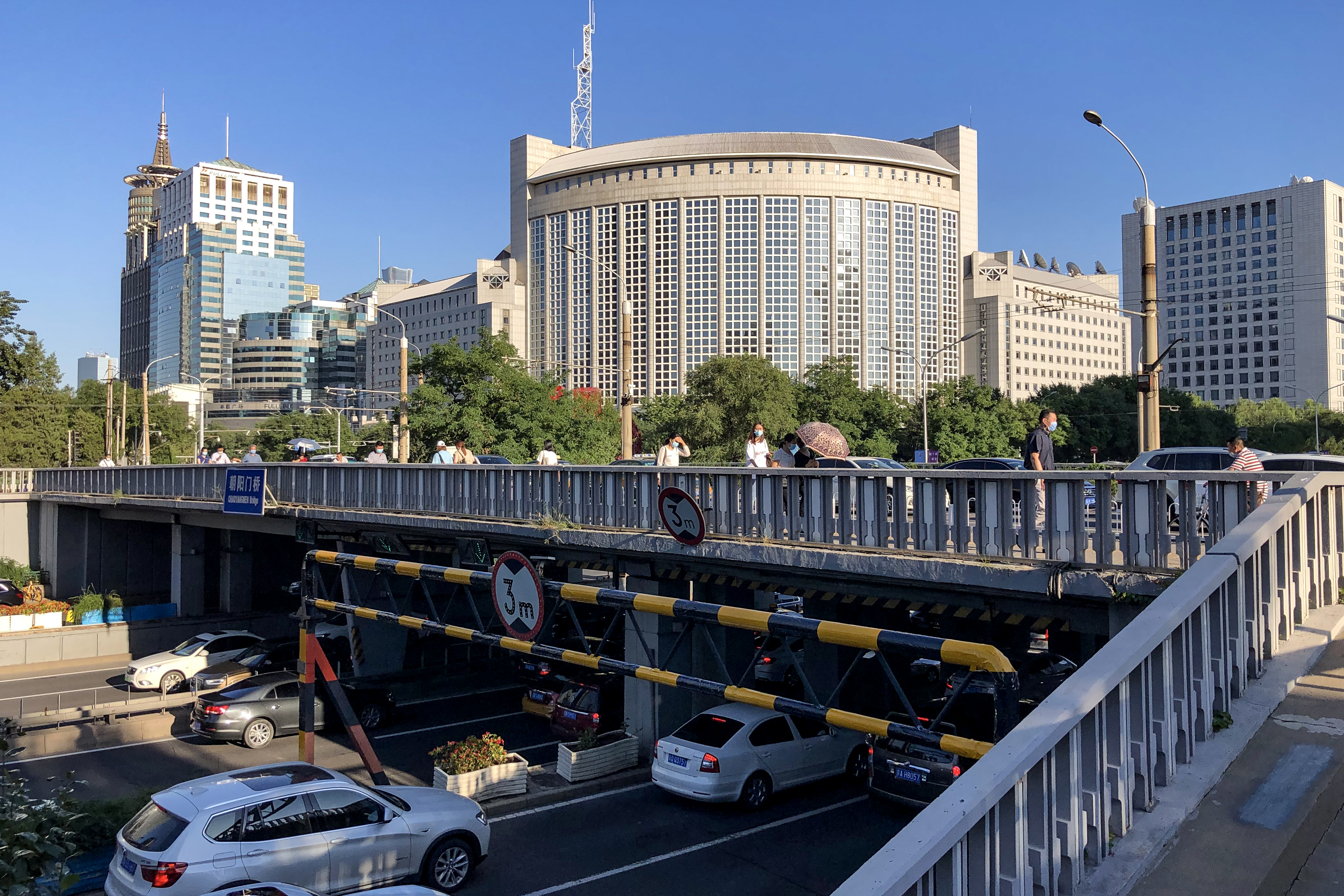
朝阳门桥（拍摄自西北角）

朝阳门桥位于北京市东城区和朝阳区交界处，朝阳门原址，是北京二环路的一座立交桥。
朝阳门桥由北京市市市政设计院设计，工程兵施工，于1978年开工，1980年9月完工。
详细的相交道路为：朝阳门北大街－朝阳门南大街（南北向，二环）和朝阳门内大街－朝阳门外大街（东西向）。朝阳门桥为环岛型分离立交桥，二环主路下沉，位于下层，二环辅路和朝阳门内外大街位于上层，以环岛相接，环岛中部空洞可以看到下方主路。